# Сан-Жозе-ди-Принсеза
Сан-Жозе-ди-Принсеза (порт. São José de Princesa) — муниципалитет в Бразилии, входит в штат Параиба. Составная часть мезорегиона Сертан штата Параиба. Входит в экономико-статистический микрорегион Серра-ду-Тейшейра. Население составляет 4767 человек на 2006 год. Занимает площадь 158,021 км². Плотность населения — 30,2 чел./км².

## Статистика
- Валовой внутренний продукт на 2003 год составляет 15 023 476,00 реалов (данные: Бразильский институт географии и статистики).
- Валовой внутренний продукт на душу населения на 2003 год составляет 3091,25 реалов (данные: Бразильский институт географии и статистики).
- Индекс развития человеческого потенциала на 2000 год составляет 0,552 (данные: Программа развития ООН).